# Turmhügel Der Turm
Der Turmhügel Der Turm ist eine abgegangene mittelalterliche Turmhügelburg (Motte) im Gemeindeteil Berghausen des Oberpfälzer Marktes Hohenburg im Landkreis Amberg-Sulzbach von Bayern. Er befindet sich auf dem Gelände des Schargrieshofes von Berghausen (Haus Nr. 7). Die Anlage wird als Bodendenkmal unter der Aktennummer D-3-6636-0066 als „mittelalterlicher Turmhügel, archäologische Befunde des mittelalterlichen und frühneuzeitlichen Adelssitzes von Berghausen“ geführt. 

## Beschreibung
Auf einer Höhenzunge über dem Tal befindet sich ein pyramidenstumpfförmiger Hügel von ehemals 25 m Durchmesser. In diesen ist heute der Schargrieshof hineingebaut. Von dem umgebenden Graben sind nur geringe Spuren erhalten. Der Hügelrest hinter dem Hof wird „der Turm“ genannt.